# Алмазов, Пётр Алексеевич
Пётр Алексе́евич Алма́зов (24 сентября (6 октября) 1883 — 4 января 1930) — протоиерей Русской православной церкви.

## Биография
Родился в семье дьякона Алексея Михайловича Алмазова, который в то время служил в селе Сарминский Майдан Ардатовского уезда. В его семье воспитывалось пятеро детей, Пётр был младшим. После окончания в 1906 году Нижегородской духовной семинарии служил псаломщиком в храме села Спасское Арзамасского уезда; был законоучителем Сормовского двухклассного земского училища. Был переведён 18 мая 1910 года в храм апостолов Петра и Павла в селе Коврово Семёновского уезда и рукоположен епископом Балахнинским Геннадием 30 июля 1910 года в сан диакона, 1 августа — во священника. В 1913 году был переведён в Никольский храм села Русиновка Лукояновского уезда, а 23 декабря 1916 года — в Никольский храм своего родного села Сарминский Майдан.
В начале 1921 года он был арестован: «Есть очень веский материал против Майданского попа. 27 ноября 1920 года с церковного амвона произнесена Алмазовым погромная речь против заключения гражданских браков, направленная против Советской власти и Декрета народных комиссаров». Постановлением от 19 февраля 1921 года он был освобождён из заключения, но дело в отношении его было передано в Нижегородскую губернскую чрезвычайную комиссию, которая приговорила его к пяти годам тюремного заключения. Находился в трудовом концлагере Нижнего Новгорода до осени 1922 года, когда был освобождён по амнистии. После освобождения, с 1923 года он стал служить настоятелем нижегородского собора Александра Невского; вместе с супругой Аделаидой Аркадьевной проживал на территории собора в доме причта.
Ночью 7 декабря 1928 года был вновь арестован и осужден за активное участие в антисоветской организации нижегородского духовенства в ссылку на пять лет в Соловецкий лагерь, где и окончилась его жизнь; спустя много лет его родных официально известили, что он умер от тифа в Кемском пересыльном пункте, а по другим непроверенным данным — он был расстрелян.